# Ла-Грейндж (Техас)
Ла-Гре́йндж (англ. La Grange) — город в США, расположенный в центральной части штата Техас, между Остином и Хьюстоном, административный центр округа Фейетт. По данным переписи за 2010 год число жителей составляло 4641 человек, по оценке Бюро переписи США в 2015 году в городе проживало 4712 человек.

## История
Во времена Испанского Техаса по территории Ла-Грейнджа проходило южное ответвление королевской дороги (исп. El Camino Real), Ла-Байя (исп. La Bahia). Первыми анлоамериканцами, поселившимися в регионе, были Эйлетт Бакнер и Питер Пауэлл, а первое поселение в 1822 году образовали колонизаторы Стивена Остина. В 1828 году Джон Генри Мур построил блокгауз для защиты от команчей. Теперь это сооружение находится неподалёку от городка Раунд-Топ, куда оно было перенесено для реставрации.
К 1831 году около форта Мура образовалось небольшое поселение. Сам город был основан во времена Республики Техас, в 1837 году, после чего, в том же году, он стал центром нового округа Фейетт. Округ был назван в честь Жильбера Лафайета, известного политического деятеля, принимавшего участие в Американской революции, а центр округа — в честь замка Лафайета, шато де Лагранж-Блено.

Ла-Грейндж в 1880 году

После революции 1848 года в Германии город стал основным местом миграции немцев, а затем и чехов, которым местность напоминала родные края. Влияние европейцев было заметно и в XX, и в XXI веке: в обычаях региона, архитектуре, а также попытках отказа от сухого закона в начале XX века. В конце XIX века в регионе также селились еврейские поселенцы, прибывшие в страну через порт Галвестона.

### Исторические места Monument Hill и Kreische Brewery
На территории города находится несколько объектов, занесённых в национальный реестр исторических мест США.
После войны за независимость армия Техаса продолжала столкновения за контроль над территорией между реками Рио-Гранде и Нуэсес. В 1842 году отряд Николаса Доусона при попытке окружить мексиканскую армию около Сан-Антонио был уничтожен превосходящими силами противника, несмотря на то, что выкинул белый флаг.
Город являлся отправной точкой неудачной экспедиции техасцев на мексиканский город Мьер. В результате неравного боя, когда силы соперника превосходили численность техасцев в 10 раз, большинство солдат экспедиции было захвачено в плен. Изначально правитель Мексики Антонио Лопес де Санта-Анна приказал казнить всех захваченных, но губернатор Коауилы генерал Франциско Мехия отказался следовать этому приказу. В результате переговоров с участием дипломатов Великобритании и США стороны пришли к компромиссу — мексиканские власти согласились казнить только каждого десятого пленного. 25 марта 1843 года произошло событие, которое получило название «Инцидент чёрных бобов». Каждому пленному завязали глаза и попросили выбрать один боб из горшка, в котором было 176 белых и 17 чёрных бобов. Вытянувшим чёрный боб позволялось написать письмо домой, после чего всех вытянувших чёрные бобы казнили.
Тела жертв обоих происшествий были эксгумированы и перезахоронены 18 сентября 1848 года в большой общей могиле надгробием из печаника. В церемонии приняло участие более 1000 человек, в их числе бывший президент Техаса Сэм Хьюстон. Памятник получил название Monument Hill.
17 января 1849 года участок, на котором находилось захоронение, купил немецкий иммигрант Хайнрих Людвиг Крайше. В 1860 году, после постройки трёхэтажного здания, была открыта пивоварня. К 1879 году пивоварня стала одной из трёх крупнейших в Техасе. Крайше поддерживал захоронение на территории вплоть до своей смерти в 1882 году, однако вскоре после этого и пивоварня, и захоронение пришли в упадок. Семья Крайше попросила вывести могилу из-под своего владения, поскольку она часто подвергалась вандализму. 15 апреля 1905 года легислатура Техаса приняла закон о передаче территории захоронения, а 24 июня 1907 года произошла экспроприация.
Во времена Великой депрессии, в 1933 году, комиссия дорог штата огородила территорию в 0,36 акра и согласилась поддерживать её согласно стандартам парка штата в рамках одного из проектов инфраструктуры. В том же году организация «Дочери республики Техас» заказали новое гранитное надгробие. Для выставки Texas Centennial 1936 года, комиссия возвела пятнадцатиметровый памятник с фреской в стиле ар-деко для установки на месте массового захоронения.
В 1949 году штат передал управление территорией департаменту парков и дикой природы Техаса. В 1956 году жители округа Фейетт приобрели 3,54 акра прилегающей к захоронению земли и передали её штату для создания полноценного парка. В 1977 году к существующей территории добавилось еще 36 акров земли, на которых находились пивоварня и дом Крайше. Целиком сайт, получивший название «Исторические места Монумент-Хилл и пивоварня Крайше» был открыт в 1983 году по завершении археологических раскопок.
Недалеко от города располагался бордель «Chicken Ranch», закрывшийся в 1973 году после того, как его деятельность была раскрыта во многом стараниями журналиста из Хьюстона Марвина Зиндлера.
В 1974 году команда малой лиги бейсбола из Ла-Грейнджа выиграла чемпионат Техаса.
В городе располагается центр чешского наследия и культуры в Техасе. На территории пожертвованной Адольфом Хансликом из Лаббока, центр построил новое здание архива. Ханслик был известен как «декан производителей хлопка Западного Техаса», а родился в Халлетсвилле, округ Лавака.

## География
Ла-Грейндж находится в центре округа, его координаты: 29°54′45″ с. ш. 96°52′35″ з. д.. Рядом с городом протекает река Колорадо.
Согласно данным бюро переписи США, площадь города составляет около 10,7 квадратных километров, практически полностью занятых сушей.

### Климат
Согласно классификации климатов Кёппена, в Ла-Грейндже преобладает влажный субтропический климат.
| Показатель                    | Янв.  | Фев. | Март | Апр. | Май  | Июнь | Июль | Авг. | Сен. | Окт. | Нояб. | Дек.  | Год   |
| ----------------------------- | ----- | ---- | ---- | ---- | ---- | ---- | ---- | ---- | ---- | ---- | ----- | ----- | ----- |
| Абсолютный максимум, °C       | 30    | 37,2 | 36,1 | 36,7 | 39,4 | 41,7 | 42,2 | 43,3 | 43,3 | 36,7 | 32,8  | 30,6  | 43,3  |
| Средний суточный максимум, °C | 16,8  | 18,9 | 23,2 | 27   | 30,2 | 33,2 | 35,3 | 35,7 | 32,4 | 28,1 | 22,4  | 18    | 26,8  |
| Средняя температура, °C       | 10,8  | 12,6 | 16,8 | 20,9 | 24,5 | 27,5 | 29,2 | 29,3 | 26,3 | 21,6 | 16,3  | 11,8  | 20,6  |
| Средний суточный минимум, °C  | 4,8   | 6,3  | 10,4 | 14,7 | 18,8 | 21,8 | 22,9 | 22,8 | 20,2 | 15   | 10,1  | 5,7   | 14,4  |
| Абсолютный минимум, °C        | −12,8 | −9,4 | −7,2 | −2,2 | 7,2  | 12,2 | 15   | 14,4 | 7,2  | −2,8 | −6,1  | −16,1 | −16,1 |
| Норма осадков, мм             | 72    | 73   | 67   | 90   | 113  | 93   | 60   | 64   | 94   | 98   | 82    | 79    | 985   |
| Источник: weatherbase.com     |       |      |      |      |      |      |      |      |      |      |       |       |       |

## Население
Согласно переписи населения 2010 года в городе проживал 4641 человек, было 1854 домохозяйства и 1221 семья. Расовый состав города: 73,5 % — белые, 9,5 % — афроамериканцы, 1,2 % — коренные жители США, 0,5 % — азиаты, 0,1 % (4 человека) — жители Гавайев или Океании, 12,8 % — другие расы, 2,3 % — две и более расы. Число испаноязычных жителей любых рас составило 31,1 %.
Из 1854 домохозяйств, в 34,6 % входят дети младше 18 лет. 46,2 % домохозяйств представляли собой совместно проживающие супружеские пары (20,1 % с детьми младше 18 лет), в 14 % домохозяйств женщины проживали без мужей, в 5,6 % домохозяйств мужчины проживали без жён, 34,1 % домохозяйств не являлись семьями. В 30 % домохозяйств проживал только один человек, 16,1 % составляли одинокие пожилые люди (старше 65 лет). Средний размер домохозяйства составлял 2,45 человека. Средний размер семьи — 3,06 человека.
Население города по возрастному диапазону распределилось следующим образом: 28,1 % — жители младше 20 лет, 24,9 % находятся в возрасте от 20 до 39, 28,8 % — от 40 до 64, 18,1 % — 65 лет и старше. Средний возраст составляет 37,2 года.
Согласно данным опросов пяти лет с 2011 по 2015 годы, средний доход домохозяйства в Ла-Грейндже составляет 41 757 долларов США в год, средний доход семьи — 54 875 долларов. Доход на душу населения в городе составляет 19 899 долларов. Около 18,5 % семей и 24,5 % населения находятся за чертой бедности. В том числе 16,6 % в возрасте до 18 лет и 14,2 % в возрасте 65 и старше.

## Местное управление
Управление городом осуществляется избираемыми на два года мэром и городским советом, состоящим из 8 человек. Каждый из четырёх округов города выбирает одного члена городского совета каждый год во вторую субботу мая. Городской совет выбирает заместителя мэра из состава членов совета.

## Инфраструктура и транспорт
Через город проходит автомагистраль США US 77, а также автомагистрали штата Техас номер 71 и 159.
В городе находится аэропорт регионального воздушного центра округа Фейетт. Аэропорт располагает одной взлётно-посадочной полосой длиной 1524 метра. Ближайшим аэропортом, выполняющим коммерческие пассажирские рейсы, является аэропорт Остин-Бергстром примерно в 90 километрах к северо-западу от Ла-Грейнджа.

## Образование
Город обслуживается независимым школьным округом Ла-Грейндж.

## Экономика
Согласно бюджету на отчётный год, заканчивающийся 30 сентября 2017 года, предполагаемые доходы города за бюджетный год составят 12,8 млн. долларов, а расходы — 11,3 млн..

## Город в популярной культуре
Целый ряд произведений популярной культуры содержит упоминание Ла-Грейнджа или борделя около города:
- Название города послужило названием известной песни «La Grange» хьюстонской группы ZZ Top
- В 1979 году вышел популярный мюзикл «Лучший маленький бордель Техаса», а в 1982 году по мотивам мюзикла был снят фильм «Лучший бордель в Техасе»
- Исполнитель техасского кантри Уиллис Алан Рэмси упомянул город в песне «Northeast Texas Women»
- Исполнитель кантри Чарли Робинсон упоминает город в песне «My hometown»

## Города-побратимы
Согласно организации Sister Cities International, городами-побратимами Ла-Грейнджа являются:
- Френштат-под-Радгоштем[англ.], Чехия
- Ольфен, Германия